# Munster (Indiana)
Munster – miasto w Stanach Zjednoczonych, w stanie Indiana, w hrabstwie Lake.